# Les Essarts-le-Roi
Les Essarts-le-Roi is een gemeente in het Franse departement Yvelines (regio Île-de-France) en telt 6.668 inwoners (2019). De plaats maakt deel uit van het arrondissement Rambouillet.

## Geografie
De oppervlakte van Les Essarts-le-Roi bedraagt 19,3 km², de bevolkingsdichtheid is 345 inwoners per km².
Bij het gehucht Yvette ontspringt de rivier de Yvette.
De onderstaande kaart toont de ligging van Les Essarts-le-Roi met de belangrijkste infrastructuur en aangrenzende gemeenten.

## Demografie
Onderstaande figuur toont het verloop van het inwonertal (bron: INSEE-tellingen).